# Esteban Ferro Binello
Esteban Ferro Binello (1907) fue un enólogo de origen italiano, quien desarrolló su carrera profesional en los valles vinícolas de Baja California desde su llegada a Ensenada a principios de la década de 1930, comisionado como encargado de Bodegas de Santo Tomás.  

## Biografía

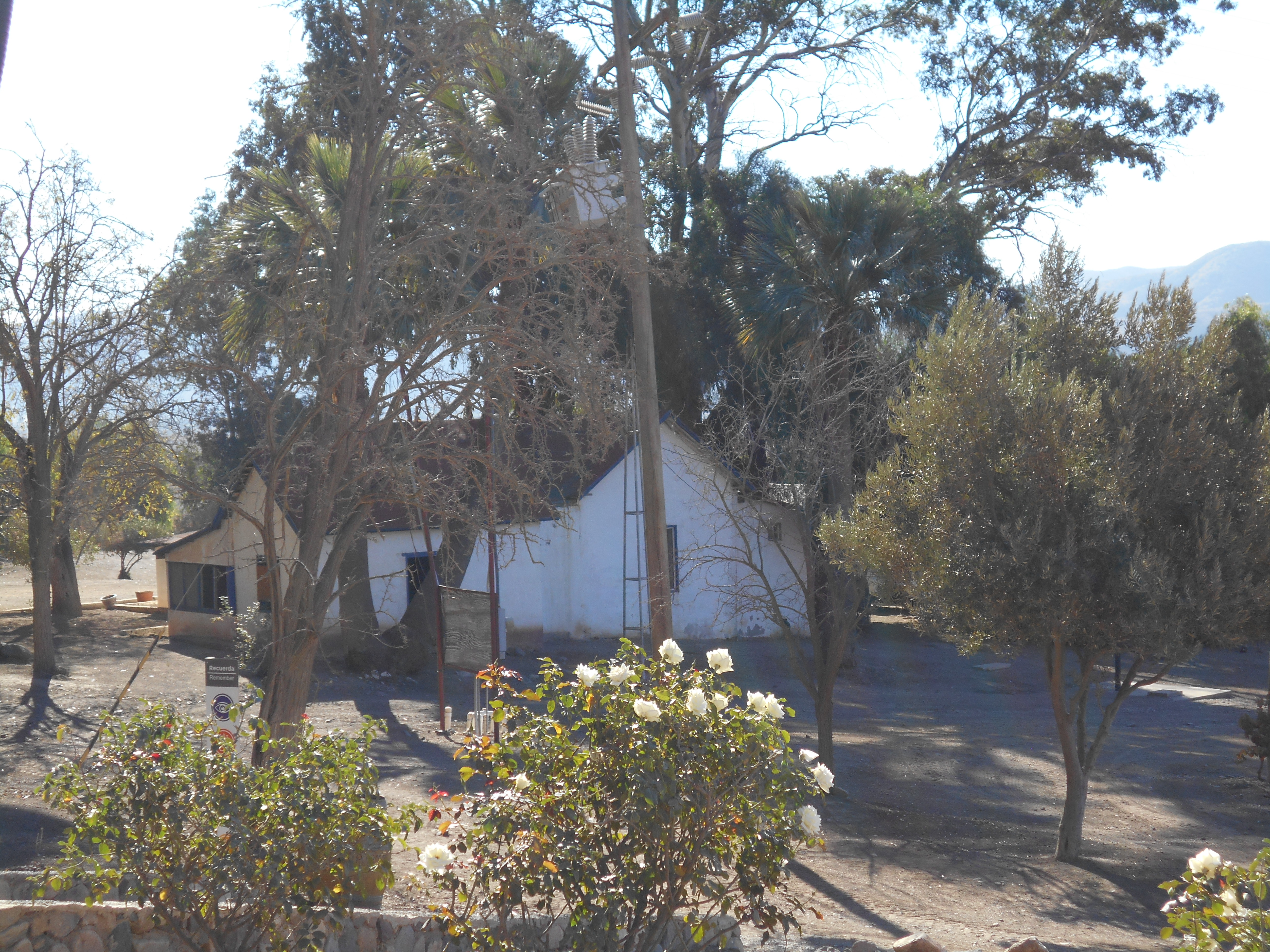
Casa de Esteban Ferro en Valle de Santo Tomás, Baja California

Nació el 21 de junio de 1907 en Calosso D’Astí, Italia, pueblo localizado en la provincia de Alessandria, en la región del Piamonte. Decidió dejar su país ante el avance del régimen fascista y se embarcó hacia América. Su destino inicial era Estados Unidos, pero ante la tardanza de recibir la autorización para ingresar a ese país decidió seguir en la embarcación que abordó en el puerto de Génova hacia México. Después de pasar algunos días de apuro en el puerto de Veracruz, se trasladó a la Ciudad de México, donde conoció al general Abelardo L. Rodríguez. En ese momento, Rodríguez ocupaba la presidencia de la República, después de desempeñarse seis años como gobernador del entonces Distrito Norte de la Baja California, época en la que incrementó notablemente su peculio, invirtió en diferentes negocios, entre ellos las Bodegas de Santo Tomás Archivado el 25 de septiembre de 2021 en Wayback Machine.. Ante la necesidad de contar con un vinatero especializado encargado de la bodega y el Rancho Los Dolores, en el Valle de Santo Tomás, Ensenada, el encuentro fortuito de Rodríguez y Ferro en la Ciudad de México, dio paso a la contratación de Esteban Ferro como responsable del rancho y la bodega de la empresa a partir de 1933. El encuentro de Rodríguez y Ferro cambió Bodegas de Santo Tomás de distintas maneras: su constitución como empresa, la extensión de los viñedos y la planta de la vinícola, la calidad y la cantidad de vinos elaborados. Además, de los cambios que significó para Bodegas de Santo Tomás el arribo de Esteban Ferro a Ensenada, resulta relevante su labor en los viñedos de Baja California porque fue quien introdujo el cultivo de varietales italianos de uva nebbiolo, dolcetto y barbera que importó desde el Piamonte.

## Importancia de las varietales italianas
Las varietales introducidas por Ferro eran tintas, aunque solo nebbiolo y dolcetta son comunes en el Piamonte. Las nuevas variedades se sumaban a las de origen español que ya se cultivaban: moscatel, palomino, málaga, Rosa del Perú, carignan, alicante, misión y, en menor medida, zinfadel; la mayoría de esta variedad se cultivaba en algunos terrenos localizados en ranchos de Tecate, como El Refugio, Valle Redondo, El Gandul, Las Palomas y San Valentín. Después de conocer y experimentar en los viñedos bajacalifornianos, Ferro concluyó que era necesario cultivar variedades distintas, aquellas que conocía desde su infancia, para mejorar los vinos producidos en la vinícola que estaba bajo su mando.
Actualmente distintas vinícolas localizadas en los valles vinícolas de Baja California producen vinos de mesa con estas variedades.